# غابة المرسى
غابة المرسى أو غابة روسقونيا أو Aguellou n'Tamentfoust هي غابة تقع في بلدية المرسى بـولاية الجزائر وتدار من طرف مديرية الغابات والحزام الأخضر (CFA) وتحت وصاية المديرية العامة للغابات (DGF).

## الموقع
تقع غابة المرسى على بُعد 18 كيلومترًا شرق الجزائر العاصمة، وعلى بُعد 70 كيلومترًا شرق تيبازة وعلى بُعد 4 كيلومترات من البحر الأبيض المتوسط. وهي تقع في بلدية المرسى في سهل الميتيجة في منطقة القبائل الصغرى.

## تاريخ
يحكم غابة المرسى المرسوم رقم 45-84 المؤرخ في 18 فبراير 1984، المعدل والمتمم بالمرسوم رقم 09-07 المؤرخ في 11 يناير 2007. ويغلق خليج الجزائر العاصمة من الشرق.
أعطتها الشجيرات في هذه الغابة اسمها الفينيقي روسقونيا الذي يعني "رأس الشجيرات".
كما أن قرب هذا الخشب من ميناء تامنتفوست قد أعطاها اسمها باللغة الأمازيغية Aguellou n'Tamentfoust والتي تعني "الغابة على الجانب الأيمن" لأنها تقع على اليمين بالنسبة لمتسلقي الجبال الذين نزلوا على إكوزيوم خلال القرون السابقة.
تقع غابة المرسى شمال شرق الموقع الأثري القديم روسوقونيا وشرق المدينة القديمة وميناء تامنفوست. كانت هذه الغابة تحيط سابقًا بـبرج تامنتفوست، وهي قلعة عثمانية تعود إلى فترة حكم إيالة الجزائر.

## إعادة التحريج
استفادت غابة المرسى من خطة إعادة التشجير الوطنية لحمايتها وتعزيز إمكاناتها الحرجية الطبيعية. تم تسييج محيط الغابة بأسوار لحمايتها حيث تقلص هذا المحيط بشكل كبير من 13 هكتارًا إلى 9.5 هكتار بسبب التوسع النسيج الحضري.

## الحياة البرية
تتميز حيوانات غابة المرسى بتنوع الحيوانات والطيور والحشرات.

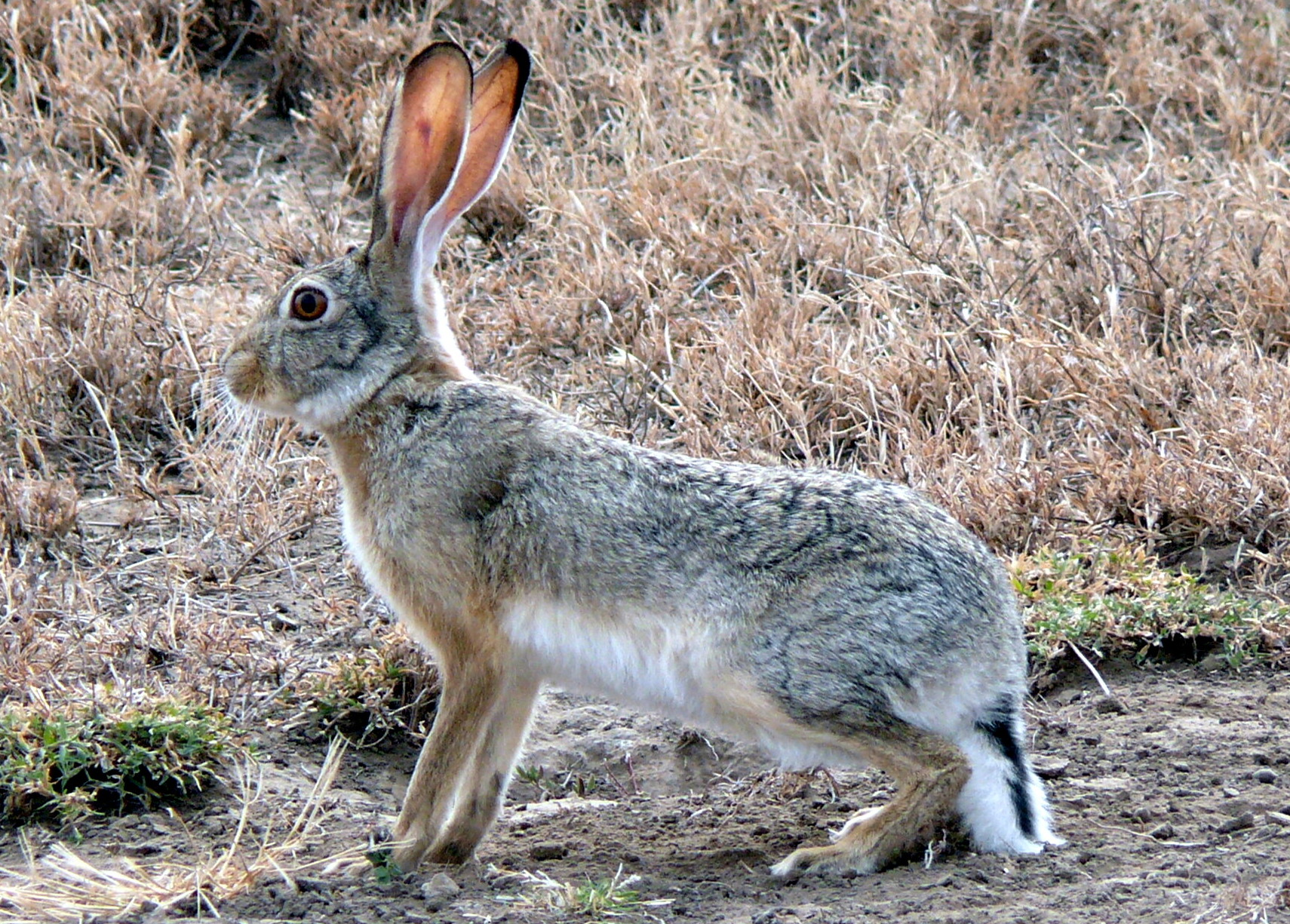
قواع صحراوي.

### الثديات

#### القنفذ الجزائري
القنفذ الجزائري (Atelerix algirus) هو قنفذ أبيض البطن يعيش في المناطق الساحلية للجزائر وشاحب اللون ويزن 700-950 غرام هذا القنفذ من الأنواع المحمية في جميع أنحاء الجزائر.

#### الأرنب الأوروبي
الأرنب البري أو الأوروبي (Oryctolagus cuniculus) هو حيوان ثديي من نوع أرنبيات الشكل الذي ينتشر في بعض غابات الجزائر ولكن هذا النوع في إنخفاض.

#### قواع صحراوي
قواع صحراوي (Lepus capensis) وهو من القوارض.

#### خنزير بري
الخنزير البري أو ما يعرف باسم (Sus scrofa) متواجد تفريبا في كل الغابة خاصة في المناطق التي تكون بها تربة رطبة.